# Kết hợp dân sự

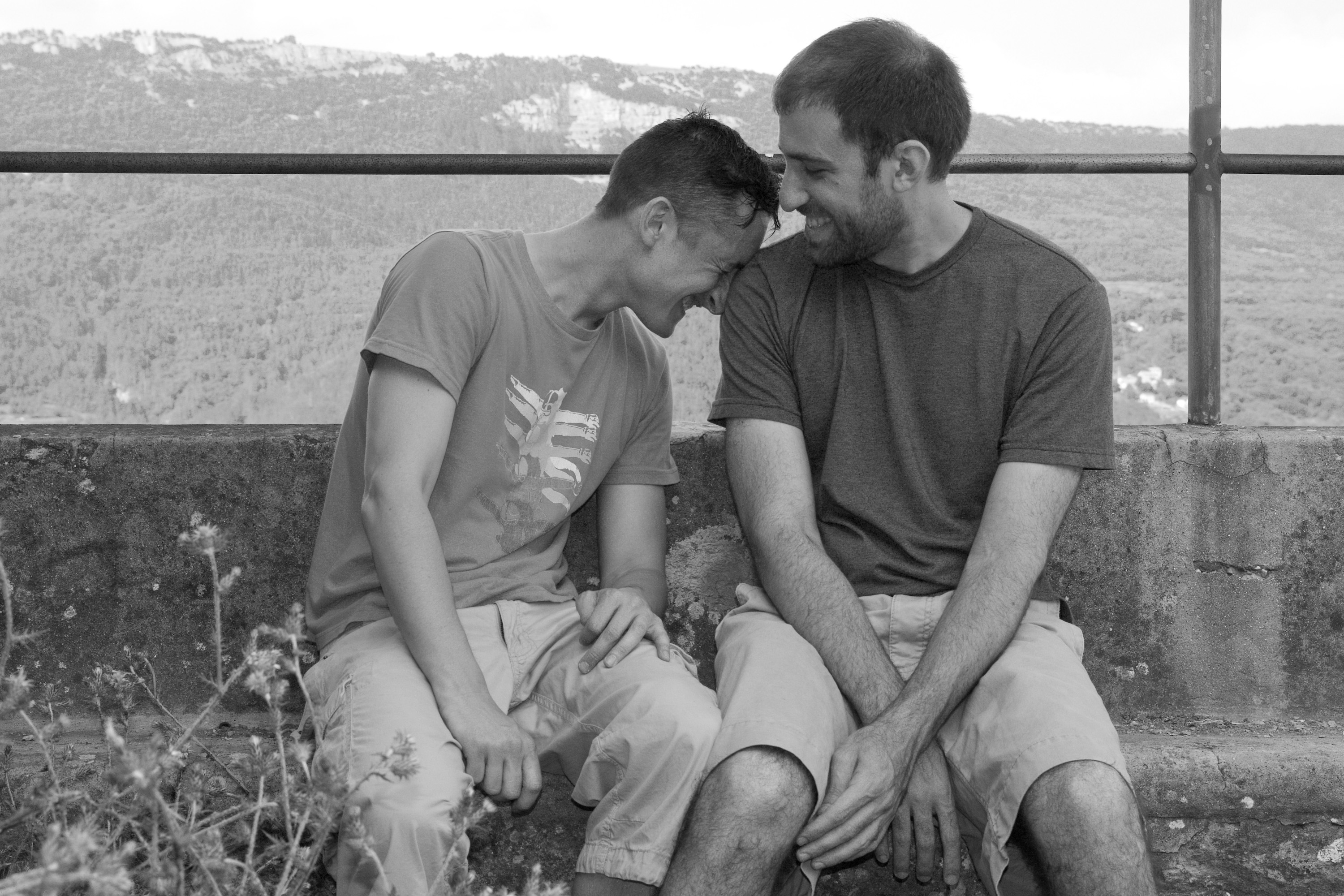
Một cặp nam-nam ở Croatia, nơi cho phép kết hợp dân sự nhưng không cho phép hôn nhân cùng giới.

Kết hợp dân sự, chung sống dân sự (tiếng Anh: civil union, civil partnerships (Anh), registered partnerships (Cộng hòa Séc), life partnerships (Đức) tùy theo mỗi nước) là chung sống có đăng ký cho các cặp đôi cùng giới, một hình thức gần tương tự như hôn nhân. Bắt đầu ở Đan Mạch năm 1989, luật pháp cho phép kết hợp dân sự. Nhiều nước khác, như Na Uy vào năm 1993 lúc chưa chấp nhận hôn nhân đồng giới cũng thực hiện tương tự để những cặp đôi đồng giới hợp pháp hóa việc chung sống với nhau và hưởng các quyền, nghĩa vụ tương tự như hôn nhân của các cặp khác giới.
Một số người nhận xét đây là hình thức “bình đẳng nhưng tách biệt”, nghĩa là vẫn có sự bất bình đẳng. Tuy nhiên kết hợp dân sự được coi là một bước đệm để các quốc gia này thực hiện công nhận hôn nhân đồng tính.

## Danh sách quyền cai quản tư pháp công nhận kết hợp cùng giới nhưng không công nhận hôn nhân cùng giới
Tính đến 13 tháng 11, 2023, các quốc gia và vùng lãnh thổ cho kết hợp cùng giới nhưng không công nhận hôn nhân cùng giới gồm:
- Bolivia
- Croatia
- Síp
- Cộng hòa Séc
- Hy Lạp
- Hungary
- Ý
- Latvia
- Liechtenstein
- Monaco
- Montenegro
- Bang của Hà Lan Aruba
- San Marino
- Lãnh thổ của Anh Bermuda và Quần đảo Cayman

## Danh sách quyền cai quản tư pháp công nhận kết hợp cùng giới

Kết hợp dân sự cho cặp cùng giới.
Kết hợp dân sự không được thực hiện.

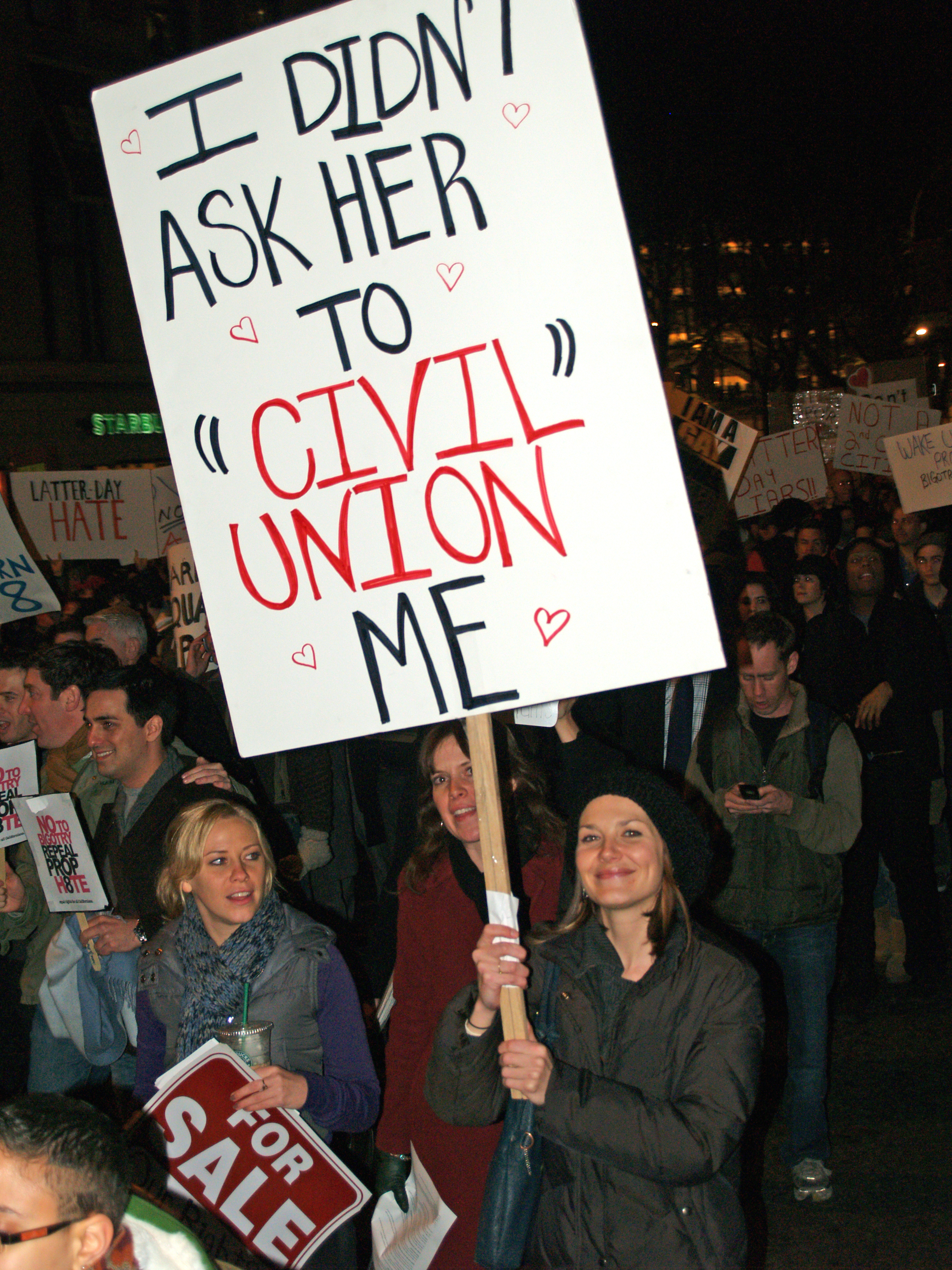
Khái niệm kếp hợp dân sự không được một số chấp thuận, như người biểu tình này tại một cuộc biểu tình Dự luật 8 California.

### Châu Âu
Ở châu Âu tính tới ngày 1 tháng 1 năm 2015, 11 nước đã công nhận hôn nhân đồng giới, 13 nước khác cùng 4 lãnh thổ lệ thuộc có luật về Kết hợp dân sự:
|    | Nước                                       | Kết hợp dân sự           | Hôn nhân đồng giới  | Chú thích                       |
| -- | ------------------------------------------ | ------------------------ | ------------------- | ------------------------------- |
| 1  | Andorra                                    | 23 tháng 3 năm 2005      |                     | - "Stable Union"                |
| 1  | Andorra                                    | 25 tháng 12 năm 2014     |                     | - "Civil Union"                 |
| 2  | Áo                                         | 1 tháng 1 năm 2010       |                     | - "Registered Partnership"      |
| 3  | Bỉ                                         | 1 tháng 1 năm 2000       | 1 tháng 6 năm 2003  | - "Legal Cohabitation"          |
| 4  | Croatia                                    | 5 tháng 8 năm 2014       |                     | - "Life Partnership"            |
| 5  | Cộng hòa Séc                               | 1 tháng 7 năm 2006       |                     | - "Registered Partnership"      |
| 6  | Đan Mạch                                   | ngày 1 tháng 10 năm 1989 | 15 tháng 6 năm 2012 | - "Registered Partnership"      |
| 7  | Estonia                                    | 1 tháng 1 năm 2016       |                     | - "Cohabitation Agreement"      |
| 8  | Phần Lan                                   | 1 tháng 3 năm 2002       |                     | - "Registered Partnership"      |
| 9  | Pháp                                       | 16 tháng 11 năm 1999     | 18 tháng 5 năm 2013 | - "Civil Solidarity Pact"       |
| 10 | Đức                                        | 1 tháng 8 năm 2001       |                     | - "Registered Life Partnership" |
| 11 | Gibraltar (British Overseas Territory)     | 28 tháng 3 năm 2014      |                     | - "Civil Partnership"           |
| 12 | Greenland (constituent country of Denmark) | 26 tháng 4 năm 1996      |                     | - "Registered Partnership"      |
| 13 | Hungary                                    | 1 tháng 7 năm 2009       |                     | - "Registered Partnership"      |
| 14 | Iceland                                    | 27 tháng 6 năm 1996      | 27 tháng 6 năm 2010 | - "Registered Partnership"      |
| 14 | Iceland                                    | ngày 27 tháng 6 năm 2006 |                     | - "Registered Cohabitation"     |
| 15 | Ireland                                    | 1 tháng 1 năm 2011       |                     | - "Civil Partnership"           |
| 16 | Isle of Man (British Crown Dependency)     | 6 tháng 4 năm 2011       |                     | - "Civil Partnership"           |
| 17 | Jersey (British Crown Dependency)          | 2 tháng 4 năm 2012       |                     | - "Civil Partnership"           |
| 18 | Liechtenstein                              | 1 tháng 9 năm 2011       |                     | - "Registered Partnership"      |
| 19 | Luxembourg                                 | 1 tháng 11 năm 2004      | 1 tháng 1 năm 2015  | - "Registered Partnership"      |
| 20 | Malta                                      | 14 tháng 4 năm 2014      |                     | - "Civil Union"                 |
| 21 | Hà Lan                                     | 1 tháng 1 năm 1998       | 1 tháng 4 năm 2001  | - "Registered Partnership"      |
| 22 | Na Uy                                      | 1 tháng 8 năm 1993       | 1 tháng 1 năm 2009  | - "Registered Partnership"      |
| 23 | Slovenia                                   | 23 tháng 7 năm 2006      |                     | - "Registered Partnership"      |
| 24 | Thụy Điển                                  | 1 tháng 1 năm 1995       | 1 tháng 5 năm 2009  | - "Registered Partnership"      |
| 25 | Thụy Sĩ                                    | 1 tháng 1 năm 2007       |                     | - "Registered Partnership"      |
| 26 | Vương quốc Anh                             | 5 tháng 12 năm 2005      | 13 tháng 3 năm 2014 | - "Civil Partnership"           |
| 27 | Bồ Đào Nha                                 |                          | 5 tháng 6 năm 2010  |                                 |
| 28 | Tây Ban Nha                                |                          | 3 tháng 7 năm 2005  |                                 |

## Theo quốc gia

### Đức
Theo điều tra dân số vào tháng 5 năm 2011, ở nước Đức có hơn 68 ngàn cặp đã đăng ký kết hợp dân sự.

### Việt Nam
Ở Việt Nam, trong quá trình thảo luận Luật hôn nhân gia đình năm 2014 từng có những thảo luận cho phép kết hợp dân sự. 
- Thạc sĩ Nguyễn Thị Lan, Giảng viên bộ môn Luật Hôn nhân & Gia đình tại Đại học Luật Hà Nội, trong cuộc Hội thảo lấy ý kiến của cộng đồng LGBT về dự thảo luật Hôn nhân & Gia đình được tổ chức vào ngày 21/09/2013 cho rằng: "Việc chấp nhận kết hợp dân sự, theo tôi, được coi là phù hợp trong giai đoạn hiện nay để có thể dung hòa các luồng quan điểm và tư tưởng trái chiều đang xảy ra. Việc kết hợp dân sự này sẽ giúp quyết được bài toán mà những nhà lập pháp đang gặp phải".[35]
- Trong Hội nghị tham vấn công chúng về dự thảo luật Hôn nhân Gia đình tại TP.HCM do Viện Nghiên cứu lập pháp của Ủy ban Thường vụ Quốc hội tổ chức vào ngày 10/3/2014, có nội dung tham vấn: khoản 2, điều 8 dự thảo luật nên sửa lại là: “Không thừa nhận hôn nhân giữa những người cùng giới tính nhưng cho phép họ được kết hợp dân sự”; điều 16 cũng nên thiết kế lại, quy định về quyền nhân thân và tài sản của những người đồng tính kết hợp dân sự với nhau.[36]

Khi thảo luận tại Quốc hội, Phó Chủ tịch Quốc hội Uông Chu Lưu cho rằng Hiến pháp vừa sửa (năm 2013) đã nêu nguyên tắc "hôn nhân một vợ - một chồng" tức là chưa thừa nhận hôn nhân đồng giới. Ông cho rằng luật không thể "vượt" Hiến pháp.
Đoàn đại biểu Quốc hội TP.HCM đã tổ chức Hội thảo lấy ý kiến góp ý cho dự thảo Luật hôn nhân và gia đình (sửa đổi), văn bản luật được Quốc hội thông qua tại kỳ họp thứ 7. Theo báo cáo tổng hợp ý kiến, về quy định giải quyết hậu quả của việc chung sống giữa những người cùng giới tính:
- Các ý kiến cho rằng khoản 2 Điều 8 dự thảo Luật  đã quy định “Nhà nước không công nhận hôn nhân giữa những người cùng giới tính”, vì vậy, đề nghị chọn Phương án 1: bỏ quy định giải quyết hậu quả của việc chung sống giữa những người cùng giới tính tại Điều 16 dự thảo Luật.
- Vì khi Nhà nước đã quy định không công nhận hôn nhân giữa những người cùng giới tính thì cũng không cần phải quy định về việc giải quyết hậu quả nếu các bên người đồng giới vẫn chung sống với nhau. Việc luật không thừa nhận nhưng lại có quy định giải quyết hậu quả sẽ dẫn đến việc ngộ nhận trong một bộ phận người dân. Trong trường hợp dự thảo Luật không có quy định giải quyết hậu quả nhưng việc sống chung giữa những người đồng giới và các quan hệ tài sản, quan hệ nhân thân phát sinh theo đó là những quan hệ dân sự, do đó tự bản thân các quan hệ này đã được điều chỉnh trong Bộ luật dân sự 2005.

Tháng 6 năm 2014, Luật Hôn nhân và Gia đình năm 2014 đã được thông qua, trong đó không có nội dung "cấm kết hôn giữa những người cùng giới tính" từ ngày 1 tháng 1 năm 2015, có nội dung "không thừa nhận hôn nhân giữa những người cùng giới tính" (khoản 2 Điều 8).